# Роделинда
Роделинда (Rodelinde или Rodelinda; * ок. 510 г.) е дъщеря на тюрингския крал Херминафрид и жена му Амалаберга и сестра на Амалафрид.
Тя е омъжена за лангобардския крал Аудоин. От този брак произлиза кралят на лангобардите Албоин.
Аудоин изгонва по-късно Роделинда, за да подобри положението си в борбите за власт по времето на преселението на народите. Той се жени за племенница на Теодорих Велики.
През 531 г. Роделинда бяга от франките с майка си и брат си при чичо ѝ, остготския крал Теодахад в Равена, Италия. През 540 г., заедно с тях и Витигис е отведена от Велизарий в Константинопол.
Драматизмът на нейния живот вдъхновява композитора Георг Фридрих Хендел за операта „Роделинда, кралицата на лангобардите“ (Rodelinda, Regina de Langobardi).